# Euploea gamelia
Euploea gamelia là một loài bướm giáp trong phân họ Danainae. Nó là loài đặc hữu của Indonesia.